# Newspeak
Newspeak（ニュースピーク）は、日本のスリーピースロック・バンド。2017年、東京にて結成。
次世代所属。レーベルはワーナーミュージック・ジャパン。バンド名はジョージ・オーウェルの小説『1984』から由来する。

## メンバー
- Rei（レイ）- ボーカル、ギター、キーボード担当。作詞作曲。シアトル出身、過去リバプールでも音楽活動[3]。
- Yohey（ヨーヘイ）-（ベース）担当。香川県出身。
- Steven（スティーブン）-（ドラムス）担当。静岡県出身。アメリカ、カナダ国籍。

### 旧メンバー
- Ryoya（リョウヤ）‐（ギター）担当。2020年12月7日をもって脱退[4]。

## 来歴
2017年3月、Newspeak結成。
2019年11月6日、1stアルバム『No Man’s Empire』リリース。
2020年6月12日に配信シングル「Pyramid Shakes」を配信リリース。同楽曲のリリースをもって4ヵ月連続新曲リリース企画をスタートさせる。7月10日には第二弾楽曲「Another Clone」、8月14日には第3弾楽曲「Parachute Flare」、9月16日には第四弾楽曲「Blinding Lights」を各々配信でリリース。また9月25日には、前述の4曲に新曲「Complexity & Simplicity of Humanity」を加えた配信EP『Complexity & Simplicity of Humanity（and That's Okay）』をリリースした。12月7日には公式ホームページにて、夏ごろから精神的に辛くなりはじめ、バンドから気持ちが離れていってしまったことを理由にRyoya（ギター）がバンドからの脱退を発表。
2021年1月22日、初のアコースティックEP『The Mind Motel’s Acoustics』を配信リリース。7月28日には、2nd アルバム『Turn』リリース。
2022年10月21日、メジャー1st EPからの先行配信楽曲で、Honda「FIT e:HEV」CMソングに使用された「Leviathan」をリリース。また、11月2日にはメジャー1st EP『Leviatha』をワーナー・ミュージック・ジャパンよりリリースしメジャー・デビュー。
2023年5月12日、ソニーPCLが2022年に公開した「BACKDROP LIBRARY」のデモ映像使用楽曲「Clockwise」を配信でリリース。また10月20日には、日本語詞を大幅に取り入れた新曲「State of Mind」、11月17日には「Be Nothing」をそれぞれ配信シングルとしてリリース。また12月10日から24日まで、スタジオ音源や普段のライブとは異なるアレンジで演奏したスタジオライブ企画『Newspeak Living Room Session 2023』をバンドの公式YouTubeチャンネルで公開した。
2024年3月1日、配信シングル「Before It’s Too Late」をリリース。同曲は前年10月に配信リリースした「State of Mind」以来となる日本語詞を取り入れた楽曲となる。また5月24日には、メジャー1stアルバム『Newspeak』収録曲「Silver Sonic」を先行配信リリースし、同日にMVをプレミア公開した。6月21日には、メジャー1stアルバムからの第2弾先行配信楽曲「Alcatraz」をリリースし、翌22日にリリック・ビデオを公式YouTubeチャンネルで公開した後、7月10日にメジャー1stアルバム『Newspeak』を発売。また公式YouTubeチャンネルにて「Major 1st Album『Newspeak』リリース記念YouTube生配信」を配信。同月19日にはShibuya WWWにて『Newspeak Major 1st Album 『Newspeak』 Release Party』を開催した。
同年11月3日から3週にわたり、大型4面LEDを備えたスタジオでのライブパフォーマンス映像を公開する企画『Newspeak LED Studio Live 2024』を公式YouTubeチャンネルで配信。
2025年5月30日、2024年発売のメジャー1stアルバム『Newspeak』収録曲「White Lies」の澤野弘之によるリアレンジバージョン「White Lies (feat. Hiroyuki SAWANO)」を配信リリース。また6月20日には、Reiがゲストボーカルとして参加したSawanoHiroyuki[nZk]の楽曲「INERTIA」のカバーバージョンを配信リリース。Newspeakとしてカバー音源をリリースするのはこれが初となる。
2025年8月13日、EP『Glass Door』を発売。表題曲「Glass Door」はディズニープラス スター オリジナルシリーズ アニメ『BULLET/BULLET』のエンディングテーマとなっており、ミュージック・ビデオも制作された。

## ディスコグラフィー

### 参加作品
| 発売日        | タイトル | アーティスト            | 曲名        | 規格品番                                           | 備考                                                                 |
| ------------- | -------- | ----------------------- | ----------- | -------------------------------------------------- | -------------------------------------------------------------------- |
| 2025年6月11日 | INERTIA  | SawanoHiroyuki[nZk]:Rei | 「INERTIA」 | VVCL-2697～8（期間生産限定盤） VVCL-2696（通常盤） | Reiがボーカルで参加。 テレビアニメ『TO BE HERO X』オープニングテーマ |

## タイアップ
| 曲名             | タイアップ                                                                               |
| ---------------- | ---------------------------------------------------------------------------------------- |
| What We Wanted   | 音楽ストリーミングサービス「AWA」CMソング                                                |
| Blinding Lights  | テレビ東京系『ゴッドタン』2020年10月期エンディングテーマ                                 |
| Great Pretenders | 日本元気プロジェクト2021 世界遺産ランウェイ in 富士山テーマソング                        |
| Bonfire          | 第35回東京国際映画祭フェスティバルソング                                                 |
| Leviathan        | Honda FIT e:HEV CMソング                                                                 |
| Clockwise        | Sony PCL Inc. 清澄白河BASE発 デモ映像『Make colors, Make SHIBUYA.』                      |
| Glass Door       | ディズニープラス "スター" オリジナル・シリーズ アニメ『BULLET/BULLET』エンディングテーマ |